# Louise de Ponsonnas
Louise de Ponsonnas, née le 22 septembre 1602 et morte le 7 février 1657 à Aix-en-Provence est une religieuse cistercienne, réformatrice de la congrégation des bernardines réformées.

## Famille et naissance
Louise de Ponsonnas naît le 22 septembre 1602 de Georges de Borel seigneur de Ponsonnas et Louise Alleman, sœur d’Alexandre Alleman vicomte de Pâquier et marquis de Trièves.

## Jeunesse et premiers vœux
Elle entre à l'abbaye cistercienne des Ayes à Crolles à sept ans. Cette abbaye est dans la maison du vicomte de Pâquier et sa sœur Marie Louise en est la supérieure ; l'aînée de ses deux filles entre également au monastère et en devient coadjutrice dès sa profession à l’âge de 16 ans. Les religieuses de cette abbaye se comportent de façon peu édifiante, sortent de la clôture, y reçoivent des visites et s'y livrent à toutes les mondanités.

## La volonté de réforme
Louise de Ponsonnas ressent le besoin de réformer son ordre conformément aux propositions de François de Sales, venu prêcher le carême en 1617 et 1618 dans le monastère. Elle se lie d’amitié avec Claudine de Buissonrond qui fait profession le même jour qu’elle et est victime avec elle de l’hostilité de leurs compagnes qui résistent à leur volonté. En 1622, elle se retire avec elle et Louise de Pâquier, la coadjutrice convertie à leurs idées, grâce au vicomte de Pâquier qui leur loue une maison à Grenoble après une entrevue avec Louise de Ballon. Sur la recommandation de l'abbé de Tamié, elles sont admises au couvent des Bernardines de Rumilly où elles se forment durant près de deux ans. Le 24 novembre 1624, elles fondent l'abbaye Sainte-Cécile de Grenoble, dont Louise de Ponsonas devient la première abbesse, malgré le peu d'entrain de Pierre Scarron, évêque de Grenoble.

## Les tensions
Sa forte personnalité l'oppose vite à Louise de Ballon, en particulier sur la rédaction des Constitutions de la nouvelle congrégation que Louise de Ponsonas réécrit en 1631 tout en modifiant à son avantage l'histoire de la réforme. Une partie notable des nouvelles fondations s'effectuant en France, elle argue de sa nationalité face à Louise de Ballon qui est savoyarde, donc étrangère, pour la supplanter progressivement à la direction et dans l'histoire de l'Ordre. Cette erreur à propos de la fondatrice des Bernardines réformées subsiste au moins jusqu'au début du XXe siècle. Alors que Rumilly se range sous la houlette de Louise de Ponsonnas, sa fille de La Roche-sur-Foron restée fidèle à Louise de Ballon est à l'origine des couvents de Toulon en 1637, Annecy en 1639, Cuers en 1640 et plus tard de Fréjus.

## Fin de vie
Son corps devint contrefait et … sa taille se recourbant avec beaucoup de difformité elle perdit tout ce qu’elle avait dans l’extérieur qui pouvait plaire aux yeux. Atteinte d'infirmité Louise de Ponsonnas meurt à Aix-en-Provence le 7 février 1657 à l'âge de 54 ans.